# Barajul de pe Valea Bleiloch
Barajul de pe Valea Bleiloch este un lac de acumulare de pe cursul lui Saale în apropiere de Schleiz, Turingia, Germania. Blei însemnă plumb în limba germană, astfel se poate traduce „Valea Bleiloch” (Valea Minelor de Plumb), de aici se exploata în trecut plumb. Barajul face parte din lanțul format de 5 hidrocentrale numit „Cascadele de pe Saale” și care se întinde pe o lungime de aproape 80 de km.
Construit între anii 1926 și 1932 cu o înălțime la coronament de 65 m, și o lungime de 205 m, barajul acumulează o cantitate de 215 milioane m3 de apă, fiind lacul de acumulare cu cel mai mare volum de apă din Germania. Construirea lui a apărut ca o necesitate de a rezolva problema șomajului din regiune, fiind angajați șomerii din Turingia și Saxonia pe un timp de 6 luni. Pentru ușurarea transportului a fost construită special pentru baraj o cale ferată îngustă, care a rămas și după terminarea barajului mai mulți ani în funcțiune. Spațiul necesar pentru lacul de acumulare s-a realizat prin mutarea domiciliului a ca. 700 de locuitori din regiunea lacului. Lacul are lungime de 28 km și ocupă o suprafață de 9,2 km2. Cantitatea de curent electric produsă de hidrocentrală este de 80 Megawatt.